# Isla Dent
La isla Dent es una pequeña isla de una superficie de 26 ha, a unos 3 km al oeste de la isla Campbell y perteneciendo al archipiélago de las islas Campbell.
La cerceta de Campbell (Anas nesiotis) cuyo principal hábitat eran las islas Campbell, se pensó durante 100 años que se había extinguido, hasta que un pequeño grupo fue descubierto en 1975 sobre la isla Dent, donde todavía no habían sido introducidos los depredadores, sobre todo las ratas, que la llevaron a la extinción en las otras islas.
El hábitat sobre la isla Dent es muy limitado, ya que su superficie es de 23/26 ha, una parte importante de la isla es roca desnuda. El programa de conservación de la cerceta de Campbell comenzó en 1984 cuando 4 pájaros fueron transferidos de la isla Dent al Centro de Vida Silvestre del Monte Bruce. En 1997, un censo realizado sobre la isla Dent mostró que la población de cerceta de Campbell había disminuido a niveles peligrosos con sólo 3 pájaros.